# Éric Chelle
Éric Sékou Chelle (ur. 11 listopada 1977 w Abidżanie) – malijski piłkarz występujący na pozycji obrońcy.

## Kariera
Chelle zawodową karierę rozpoczynał w 1996 roku we francuskim AC Arles. W 1998 roku trafił do zespołu Championnat National - FC Martigues. Na początku 2000 roku został wypożyczony do AC Arles, ale latem 2000 powrócił do Martigues, które awansowało do Ligue 2. W 2002 roku spadł z zespołem do Championnat National.
W 2003 roku odszedł do Valenciennes FC, również grającego w Championnat National. W 2005 roku awansował z nim do Ligue 2, a w 2006 do Ligue 1. W tych rozgrywkach zadebiutował 5 sierpnia 2006 w zremisowanym 1:1 meczu z AJ Auxerre. 30 września 2006 w wygranym 2:0 spotkaniu z Girondins Bordeaux strzelił pierwszego gola w trakcie gry w Ligue 1.
W 2008 roku trafił do drugoligowego RC Lens. Pierwszy ligowy mecz w jego barwach zaliczył 1 sierpnia 2008 przeciwko Dijon FCO (3:1). W 2009 roku awansował z klubem do Ligue 1.

## Kariera reprezentacyjna
W reprezentacji Mali Chelle zadebiutował 28 maja 2004 w zremisowanym 0:0 meczu z Marokiem. Do 2006 roku w kadrze zagrał 5 razy.